# Stefan Gwildis
Stefan Gwildis (Hamburg, 22 oktober 1958) is een Duits muzikant.

## Biografie
Stefan Gwildis werd geboren als zoon van een autobandenverkoper en een hoedenmaakster. Nadat hij als kind in het ouderlijk huis zijn eerste zangoefeningen maakte, voltooide hij in 1979 aan het Thalia-Theater in Hamburg een opleiding in vecht- en stuntscenes.
In 1982 formeerde hij samen met Rolf Claussen het muziekduo Aprilfrisch. Tijdens seminaries vormde hij zijn muzikale bekwaamheden verder en was hij veel onderweg als straatmuzikant. Terloops verkreeg hij zijn levensonderhoud met gelegenheidsbaantjes als magazijnbediende, vrachtwagenchauffeur, zonnebankinstallateur en kerstman.
In 1984 trad Gwildis op in het tenttheater met het cabaret Herrchens Frauchen. In 1988 fuseerde Aprilfrisch met Andrea Borgers, Jo Jacobs en Ralf Schwarz tot Aprillfrisch-MäGäDäm-Schwarz. Samen produceerden ze hun eerste musical Wuttke II – am Arsch der Welt in het Schmidt-theater. In 1991 volgden Vanessa V, in 1994 Ganz oben en in 1999 een Best Of-programma. Van 1992 tot 1995 was Gwildis zanger en gitarist bij Die Strombolis, totdat hij in 1998 de eigen band Stefan Gwildis & the Drückerkolonne formeerde. Hun eerste album Komm's zu nix verscheen in 2000, in 2002 werd de cd Wajakla uitgebracht.
In 2003 startte Gwildis met zijn Duitse nieuwe bewerking van soul-klassiekers een nieuw project. Er ontstond het album Neues Spiel, dat snel tot landelijke bekendheid leidde. Veel tv- en concertoptredens hielpen hem aan de doorbraak. Het album plaatste zich dertien weken in de albumhitlijst. Gwildis kreeg als 'Aufsteiger des Jahres' de Goldene Stimmgabel uitgereikt. Van optredens in kleine clubs wisselde hij naar de grote concertzalen en muziekhallen, die vaak uitverkocht waren.
In februari 2005 verscheen het nieuwe album Nur wegen dir, dat naadloos aansloot aan de successen van Neues Spiel. Op 12 maart 2005 dingde hij mee bij de Duitse voorronden voor het Eurovisiesongfestival Germany 12 Points met het lied Wunderschönes Grau. In januari 2007 verscheen zijn album Heut ist der Tag, dat zich op 5 februari 2007 plaatste in de Duitse albumhitlijst (#2).
In zijn muzikale projecten werkte Gwildis nauw samen met zijn voormalige schoolvriend Michy Reincke, die de teksten voor zijn albumpublicaties bijstuurde, en met Christian von Richthofen in de Rhythm'n'Crash-Show Auto Auto!. In de studio en op het podium ondersteunden hem regelmatig muzikanten als Marion Welch, Regy Clasen, Matthias Kloppe, Mirko Michalzik en Achim Rafain. Ook is hij bekend voor gezamenlijke optredens met het gebarenkoor HandsUp, waarmee hij onder andere te zien was in de Helene Fischer-show. In 2018 toerde Stefan Gwildis met Julia Neigel en de Lumberjack Big Band.
In de serie Tatort, aflevering Schwelbrand (eerste uitzending 21 januari 2007), van Radio Bremen speelt Stefan Gwildis zichzelf als muzikant, die in het kader van een concert tegen rechtsradicaal geweld als artiest optreedt. Daarbij wordt Gwildis door de Tatort-commissaris Inga Lürsen, gespeeld door Sabine Postel, als ten onrechte gearresteerde van een Brokdorf-demonstratie onthult.

## Discografie

### Albums
- 1995: Gretes Hits (Die Strombolis)
- 1999: Komms zu nix
- 2002: Wajakla
- 2003: Neues Spiel
- 2005: Nur wegen Dir
- 2007: Heut ist der Tag
- 2007: live 2007 'let's did it' (2 cd's & 1 dvd)
- 2008: Wünscht du wärst hier
- 2012: Frei Händig
- 2013: Das mit dem Glücklichsein (samen met de NDR Bigband)
- 2015: Alles dreht sich
- 2018: Best of (live en philharmonisch)

### Videoalbums
- 2004: Neues Spiel live
- 2005: Nur wegen Dir: Live aus dem Stadtpark Hamburg
- 2007: Let's Did It

- Gemeinsame Normdatei: 135323746
- International Standard Name Identifier: 0000 0000 5554 2510
- Library of Congress Control Number: n2006006090
- MusicBrainz: 84b39f01-5ee8-4675-a490-8d34d696b4f2
- Virtual International Authority File: 73275216
- WorldCat: E39PBJmDmdJWMCh9DpyFPXbw4q